# I’ve Been Waiting for This Night
Az I’ve Been Waiting for This Night (magyarul: Vártam erre az éjszakára) a litván Donny Montell dala, mellyel Litvániát képviselte a 2016-os Eurovíziós Dalfesztiválon, Stockholmban. A dal az LRT által szervezett nemzeti döntőben nyerte el az eurovíziós indulás jogát 2016. március 12-én.

## Eurovíziós Dalfesztivál
A dalt az Eurovíziós Dalfesztiválon először a május 12-i második elődöntőben adta elő, fellépési sorrendben kilencedikként a Macedóniát képviselő Kaliopi Dona című dala után, és az Ausztráliát képviselő Dami Im Sound of Silence című dala előtt. Az elődöntőből a negyedik helyen jutott tovább a május 14-i döntőbe, ahol fellépési sorrendben tizenhatodikként lépett fel a Szerbiát képviselő Sanja Vučić Zaa Goodbye (Shelter) című dala után, és a Horvátországot képviselő Nina Kraljić Lighthouse című dala előtt. A pontozás során a zsűri szavazáson összesítésben a tizenkettedik helyen végzett 104 ponttal (Ukrajnától maximális pontszámot kapott), míg a nézői szavazáson a tizedik helyen végzett 96 ponttal (az Egyesült Királyságtól, Írországtól és Norvégiától maximális pontszámot kapott), így összesítésben 200 ponttal a verseny kilencedik helyezettje lett.
A következő litván induló a Fusedmarc Rain of Revolution című dala volt a 2017-es Eurovíziós Dalfesztiválon.